# Misteri dei Ministeri
Misteri dei Ministeri è un romanzo umoristico italiano di Augusto Frassineti. Pubblicato per la prima volta nel 1952, il romanzo fu ampliato e riedito nel 1959 e quindi, in versione definitiva,  nel 1973. L'edizione Longanesi fu finalista del premio Strega 1959, assegnato a Il Gattopardo di Giuseppe Tomasi di Lampedusa.

## Trama
L'autore, che parla in prima persona, dice di aver ricevuto per posta, una mattina di settembre del 1950, uno stranissimo plico, consistente in una risma di fogli fittamente manoscritti, in parte totalmente bruciacchiati, avvolti in uno straccio di camicia con una lettera accompagnatoria. Chi gli scrive è un non meglio definito signor D.K. 55, che gli intima di non cercare informazioni sulla propria reale identità e lo implora di salvare il materiale che gli invia dalla totale distruzione. Si tratta di un lavoro saggistico, cui il signor 55 afferma di lavorare da tempo, sulla «Ministerialità» in quanto forza immanente inveratasi nella psicosi collettiva tipicamente italiana del rapporto col potere. Un po' perplesso, Frassineti decide comunque di pubblicare tutto, presentandosi nelle vesti di semplice redattore.
Il saggio di D.K. 55, dal titolo Prime Conclusioni, si articola come una spassosa carrellata di atrocità commesse dal potere contro le vite private di persone innocenti. Al termine dell'esposizione teorica, 55 avanza anche un suo programma di risoluzione dei mali dello Stato, consistente nel far condurre l'amministrazione statale all'aria aperta, e afferma di essere sostenuto e spalleggiato da un nutrito manipolo di assistenti e di studiosi.
Segue un secondo saggio di pugno di D.K. 55, la Summa Ministerialis, che si caratterizza per lo stato frammentario: il presunto autore afferma infatti che si tratta di quanto è stato possibile salvare dal rogo di un'opera di maggiori dimensioni e portata rispetto alle Prime Conclusioni. Dai lacerti testuali costruiti ad arte da Frassineti emerge una sostanziale continuità tematica col capitolo precedente.
Ha qui inizio la lunga serie dei documenti, fittizi esposti e lagnanze alle autorità da parte di comuni cittadini che si trovano nelle più disparate difficoltà e sperano di ricevere assistenza e conforto da parte dello stato. 55 asserisce di aver raccolto tali farneticanti promemoria nel corso ultradecennale dei suoi studi. Poche sono le lettere datate, e i fatti che vi si narrano coprono un periodo che va dagli ultimi decenni dell'Ottocento agli anni del secondo dopoguerra. Esse non sono disposte secondo un criterio cronologico, e le autorità cui i cittadini si rivolgono man mano sono, indifferentemente, un Ministro, il Presidente della Repubblica, il Re o il Duce, a significare che agli occhi di Frassineti uno solo è il Potere da cui i comuni cittadini devono guardarsi, a prescindere dagli organi istituzionali e dalle persone fisiche che, avvicendandosi storicamente, lo detengono.
Nell'ultima parte del volume Frassineti rivela di aver ricevuto nuove notizie da D.K. 55 pochi anni dopo la pubblicazione della prima edizione, e precisamente nel 1955. Questa volta il misterioso mitomane afferma di esser fuggito in Asia in quanto politicamente perseguito, e di essersi colà imbattuto nientemeno che in una civiltà superiore che ha attuato da decine di migliaia di anni la riforma dell'amministrazione che 55 e il suo manipolo di assistenti avevano propugnato invano. Sulle descrizioni della vita e dei costumi di questo popolo, che si iscrivono nel genere della letteratura utopica, si chiude la parte propriamente romanzesca dell'opera, seguita da una postilla in cui Frassineti pubblica la missiva di un anonimo lettore, che lo accusa di non aver capito nulla del mestiere di scrittore e lo esorta a ritirarsi a vita privata. Frassineti risponde affermando il valore ideologico della sua opera, e su questa gustosa nota di polemica letteraria il libro si chiude.

## Edizioni
- Misteri dei ministeri, Collana Clandestina n.5, Guanda, Parma, 1952.
- Misteri dei ministeri e altri misteri, Longanesi, Milano, 1959.
- Misteri dei ministeri: il primo trattato di ministerialità generale & comparata, arricchito di nuove rivelazioni, ipotesi, esempi e controprove in tre libri compiutamente ordinato, col risvolto di copertina di Italo Calvino, Collana Supercoralli, Einaudi, Torino, 1973, ISBN 978-88-063-7952-0.
- Misteri dei ministeri: il primo trattato di ministerialità generale e comparata arricchito di nuove rivelazioni ipotesi esempi e controprove in tre libri completamente ordinato, disegni di Mino Maccari, Kami, Roma, 2004.
- Misteri dei ministeri, Appendice di carte inedite, Prefazione di Paolo Mauri, a cura di Andrea Gialloreto, Collana Letture, Torino, Einaudi, 2022, ISBN 978-88-062-5181-9.